# Нонадекан
Но́надека́н (або C19H40) СН3-(СН2)17-СН3 — органічна сполука класу алканів.

## Графічне зображення
```
    H   H   H   H   H   H   H   H   H   H   H   H   H   H   H   H   H   H   H
    |   |   |   |   |   |   |   |   |   |   |   |   |   |   |   |   |   |   |
H - C - C - C - C - C - C - C - C - C - C - C - C - C - C - C - C - C - C - C - H
    |   |   |   |   |   |   |   |   |   |   |   |   |   |   |   |   |   |   |
    H   H   H   H   H   H   H   H   H   H   H   H   H   H   H   H   H   H   H
```

## Фізичні властивості
Нонадекан — кристалічна тверда речовина.
- густина 0,777 гр/см³;
- температура плавлення 31,8 °C;
- температура кипіння 330 °C;
- тиск насиченої пари 1 мм.рт.ст. при 133 атм.;
- молярна маса 268,52 г/моль.

## Ізомерія
Теоретично можливі 148 284 структурних ізомерів з таким числом атомів нонадекану.

## Використання
- Застосовується як добавка до парафіну і вазеліну.
- Входить до складу нафти.